# Samferdselsdepartementet
Samferdselsdepartementet er et norsk ministerium, der blev oprettet, da Arbeidsdepartementet blev omorganiseret i 1946.

## Ministeriets opgaver
Ministeriet har ansvaret for trafik og kommunikation i Norge. Ministeriet styrer syv etater (forvaltningsorganer): Jernbanedirektoratet, Luftfartstilsynet, Nasjonal kommunikasjonsmyndighet, Statens havarikommisjon for transport, Statens jernbanetilsyn, Statens vegvesen og Vegtilsynet.
Samferdselsdepartementet forvalter også statens interesser i aktieselskaber, som ejes helt eller delvist af staten: Avinor (lufthavne og flyvepladser), Bane NOR, NSB (tog for passagerer), Nye Veier, Posten Norge, Reiseplan og billett, Togmateriell og Togvedlikehold.

## Ministeriets historie
Fra 1818 til 1846 hørte vejvæsenet og trafikpolitiken under justitsministeriet (justisdepartementet). Derefter kom området under indenrigsministeriet (Indredepartementet eller Departementet for det Indre).
Fra 1885 til 1946 hørte trafikpolitiken under Arbeidsdepartementet.
I 1944 – maj 1945 var Arbeidsdepartementet kendt som Trafikkdepartementet.
Den 20. december 1948 afgav samfærdselsministeriet en række opgaver (fortrinsvis opgaver i forbindelse med arbejdsmarkedet) til det nyoprettede Kommunal- og arbeidsdepartementet. Disse opgaver varetages i dag af Arbeids- og sosialdepartementet.

## Samfærdselsministre
- 1946 – 1952: Nils Langhelle (Langhelle var arbejdsminister i 1945–1946)
- 1952 – 1955: Jakob Martin Pettersen
- 1955 – 1960: Kolbjørn Varmann
- 1960 – 1963: Trygve Bratteli (1. første gang) (senere statsminister)
- 1963: Lars Leiro
- 1963 – 1964: Trygve Bratteli (2. første gang)
- 1964 – 1965: Erik Himle
- 1965 – 1971: Håkon Kyllingmark
- 1971 – 1972: Reiulf Steen (senere formand for Ap)
- 1972 – 1973: John Austrheim (formand for Sp)
- 1973 – 1976: Annemarie Lorentzen
- 1976 – 1978: Ragnar Christiansen
- 1978 – 1979: Asbjørn Jordahl
- 1979 – 1981: Ronald Bye
- 1981 – 1983: Inger Koppernæs
- 1983 – 1986: Johan J. Jakobsen (formand for Sp)
- 1986 – 1988: Kjell Borgen
- 1988 – 1989: William Engseth
- 1989 – 1990: Lars Gunnar Lie
- 1990 – 1996: Kjell Opseth
- 1996 – 1997: Sissel Rønbeck
- 1997 – 1999: Odd Einar Dørum
- 1999 – 2000: Dag Jostein Fjærvoll
- 2000 – 2001: Terje Moe Gustavsen
- 2001 – 2005: Torild Skogsholm
- 2005 – 2009: Liv Signe Navarsete
- 2009 – 2012: Magnhild Meltveit Kleppa
- 2012 – 2013: Marit Arnstad
- 2013 - 2018: Ketil Solvik-Olsen
- 2018 - 2020: Jon Georg Dale
- 2020 - 2021: Knut Arild Hareide
- 2021 - nu: Jon-Ivar Nygård

59°55′N 10°44′Ø / 59.92°N 10.74°Ø